# Barnardillo montanus
Barnardillo montanus là một loài chân đều trong họ Armadillidae. Loài này được Taiti & Ferrara miêu tả khoa học năm 1987.